# Пешина
Пешѝна (на италиански: Pescina) е малко градче и община в Южна Италия, провинция Акуила, регион Абруцо. Разположено е на 735 m надморска височина. Населението на общината е 4319 души (към 2010 г.).